# St. Bonifatius (Freckenhorst)

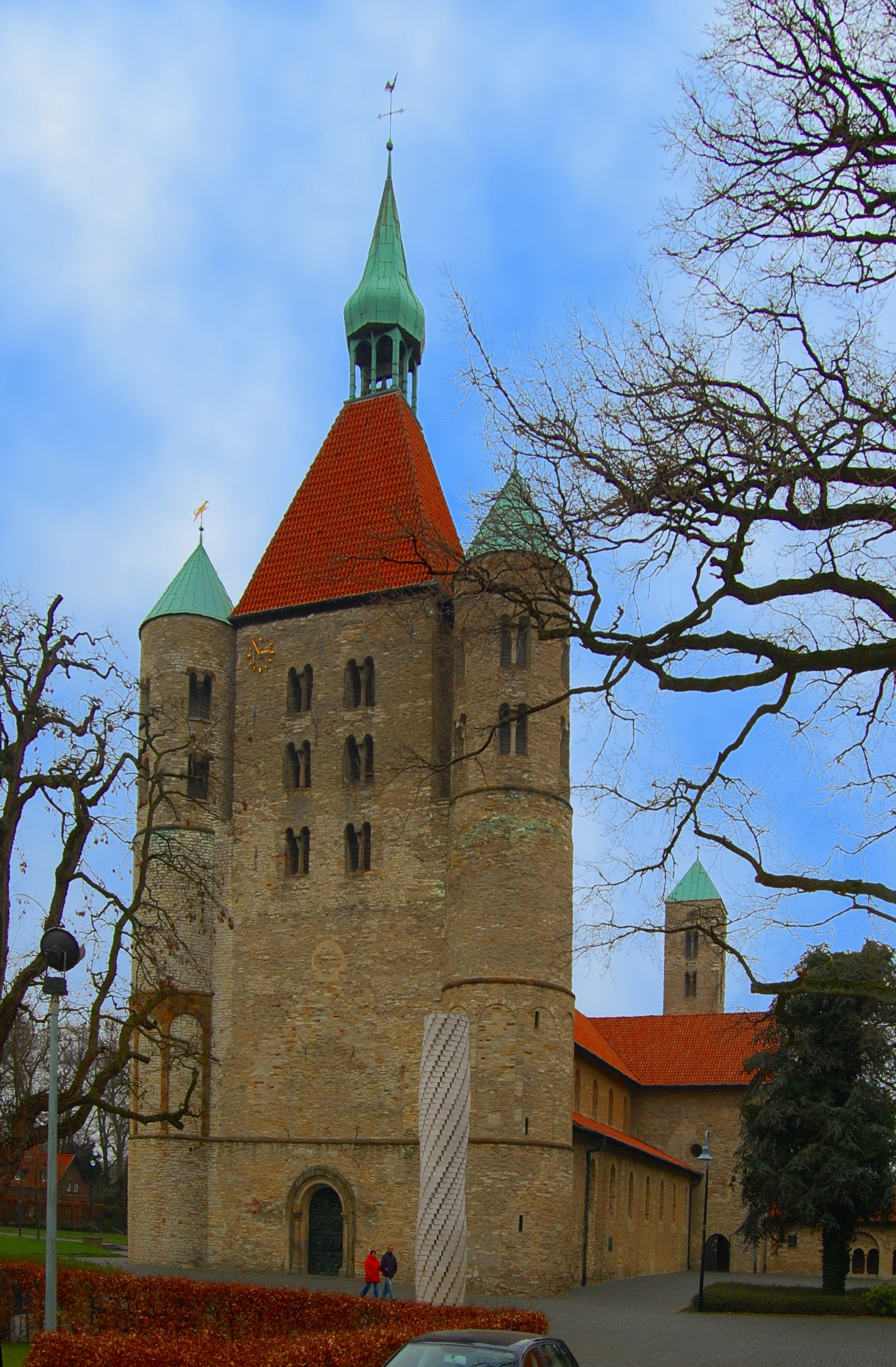
Westwerk der Stiftskirche St. Bonifatius

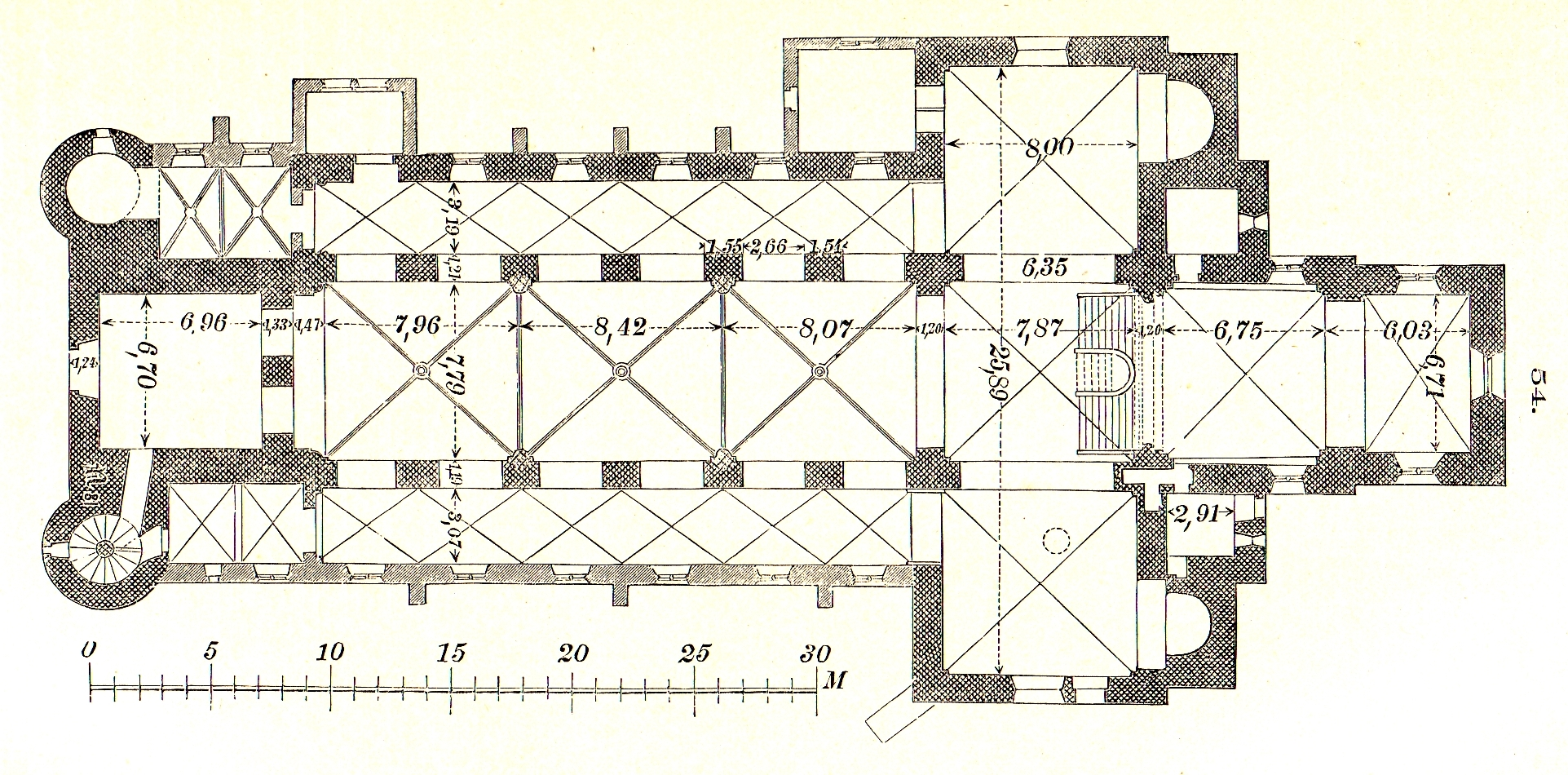
Grundriss der Stiftskirche 1886

St. Bonifatius ist ein ehemaliges freiweltliches Damenstift mit einer Stiftskirche in Freckenhorst. Die offizielle Bezeichnung des Stiftes lautete 1776 „Das hochadelige, kaiserliche, freiweltliche Stift St. Bonifatius zu Freckenhorst“.

## Geschichte
Die Anlage eines Klosters in Freckenhorst geht nach der Überlieferung auf den durch eine Fuldaer Quelle gesicherten sächsischen Edelherren Everward und seine mutmaßliche Gemahlin Geva zurück. Die Gründung erfolgte um 854. Damals stattete Bischof Liutbert von Münster das Stift mit Reliquien aus, darunter einer des Heiligen Bonifatius.

### Klosterregel
Im 9. Jahrhundert war es noch üblich, dass Klostergründungen sich eine eigene Regel geben konnten. Als Rom die Unterwerfung aller Klöster unter eine kirchlich anerkannte Regel forderte, wurde wohl im 13. Jahrhundert (vor 1240) aus dem Kloster ein Stift und aus den Nonnen wurden Kanonissen, die wahrscheinlich Teile der Augustinerregel übernahmen.
Diese Annahme wird dadurch gestützt, dass bisweilen eine Äbtissin mehreren Häusern gleichzeitig vorstand, so in Westfalen neben Freckenhorst den Stiften Borghorst, Metelen, Nottuln, Essen und Vreden.
Die Äbtissinnen mussten ursprünglich aus einem edelfreien Haus stammen. Mit dem Aussterben der Dynastengeschlechter sank auch die Zahl der Kanonissen aus diesem Kreis. Daher sah sich die Gemeinschaft 1298 gezwungen, mit Beatrix von Grafschaft eine Kanonissin aus dem Stift Meschede zu wählen. Gleichzeitig mussten die Äbtissinnen seither eine Wahlkapitulation zur Anerkennung der Rechte des Konvents beschwören.

### Kreuzverehrung
Im 14. und 15. Jahrhundert wurde die Kreuzverehrung in Freckenhorst sehr populär. Der Kreuzkult und die Kreuzverehrung gilt in der Sippe der Grafen von Cappenberg als Tradition. Sie und ihre Erben sorgten für die Ausbreitung des von Bernhard von Clairvaux († 1153) gestifteten Zisterzienserordens und insbesondere die Ausbreitung des von Norbert († 1134) – Sohn des Grafen Heribert von Gennep, – Subdiakon am adeligen Stift Xanten, in Prémontré bei Laon gegründeten Ordens der Prämonstratenser, so u. a. in Cappenberg, Knechtsteden und Flaesheim. Aber zunächst hatten er und seine Mitkanoniker 1121 im Benediktinerkloster Laon die Regel des Heiligen Augustinus (Priestergenossenschaftsregel) angenommen.

### Adeliges freiweltliches Stift
1473 verfielen Angehörige des Stiftes aufgrund eines Streites zwischen Äbtissin Bonizeth von Isenburg und dem Konvent um materielle Rechte der Exkommunikation. Diese tiefgreifende innere Entwicklung des Klosters kennzeichnet schließlich die im Jahre 1495 erfolgte Umwandlung in ein adeliges freiweltliches Stift. Papst Alexander VI. hatte dazu seine Zustimmung erteilt. Das Stift bewahrte bis zur Aufhebung seinen adeligen Charakter; die Äbtissinnen stammten bis 1688 aus edelfreiem Geschlecht. Die als erste Äbtissin angesprochene Thiathildis, angeblich eine Nichte des Stifterehepaares, gelangte in den Ruf der Heiligkeit. An ihrem Todestage (30. Januar) fanden bis zur Reformation besondere Feierlichkeiten statt. 1669 ließ Bischof Christoph Bernhard von Galen ihre Gebeine erheben und in einen neuen silbernen Schrein umbetten.

### Kollegiatkirche
St. Bonifatius war als Stiftskirche zur Kollegiatkirche erhoben worden, deren Kapitel wahrscheinlich noch heute rechtlich besteht. Mittlerweile wurde sie auch Pfarrkirche der zur Minderstadt angewachsenen Stiftssiedlung.

### Reformation
Da schon vor 1473 das Gewicht der Entwicklung zu sehr auf die Vergrößerung des Besitzes und den Erhalt der kaiserlichen Freiheiten gelegt wurde, trat das religiöse Leben immer mehr in den Hintergrund. So fand die reformatorische Lehre über die Mauern hinweg Eingang in das Stiftsleben, dies erbrachte einen weiteren tiefen Einschnitt.
Zum Protestantismus neigende oder offen dafür eintretende Äbtissinnen ließen manche altkirchlichen Gebräuche einschlafen. Vorübergehend fanden Täufer hier eine schützende Stätte.

### Katholische Reform
Erst Anfang des 17. Jahrhunderts gelang es dem katholischen Bekenntnis, sich wieder die Alleinherrschaft im Konvent zu verschaffen.
Von 1785 bis 1793 war Therese-Louise von Haxthausen, Mutter der Dichterin Annette von Droste-Hülshoff, Stiftsdame in Freckenhorst, und anschließend ihre Halbschwestern Dorothea, verheiratete Wolff-Metternich, und Franziska von Haxthausen, verheiratete Bocholtz-Asseburg. Die Dichterin hat ihre eigenen Eindrücke vom „hochadeligen Damenstift“ Freckenhorst, wohin sie als Kind häufig ihre Mutter begleitet hatte, zum Roman Das Stiftsfräulein (1846) von Levin Schücking beigetragen, dann allerdings dessen Entwicklung der Figur der Stiftsdame zu einer mondänen Salondame und anschmiegsamen Gattin kritisiert.

### Aufhebung
Der preußische König Friedrich Wilhelm III. bestimmte 1805, nachdem Freckenhorst zwei Jahre vorher an Preußen gefallen war, das Stift als Versorgungsanstalt für adlige Damen aller Konfessionen. Die Franzosen befahlen 1811 die Aufhebung des Stiftes, diese erfolgte dann endgültig 1812.

## Baugeschichte und Ausstattung

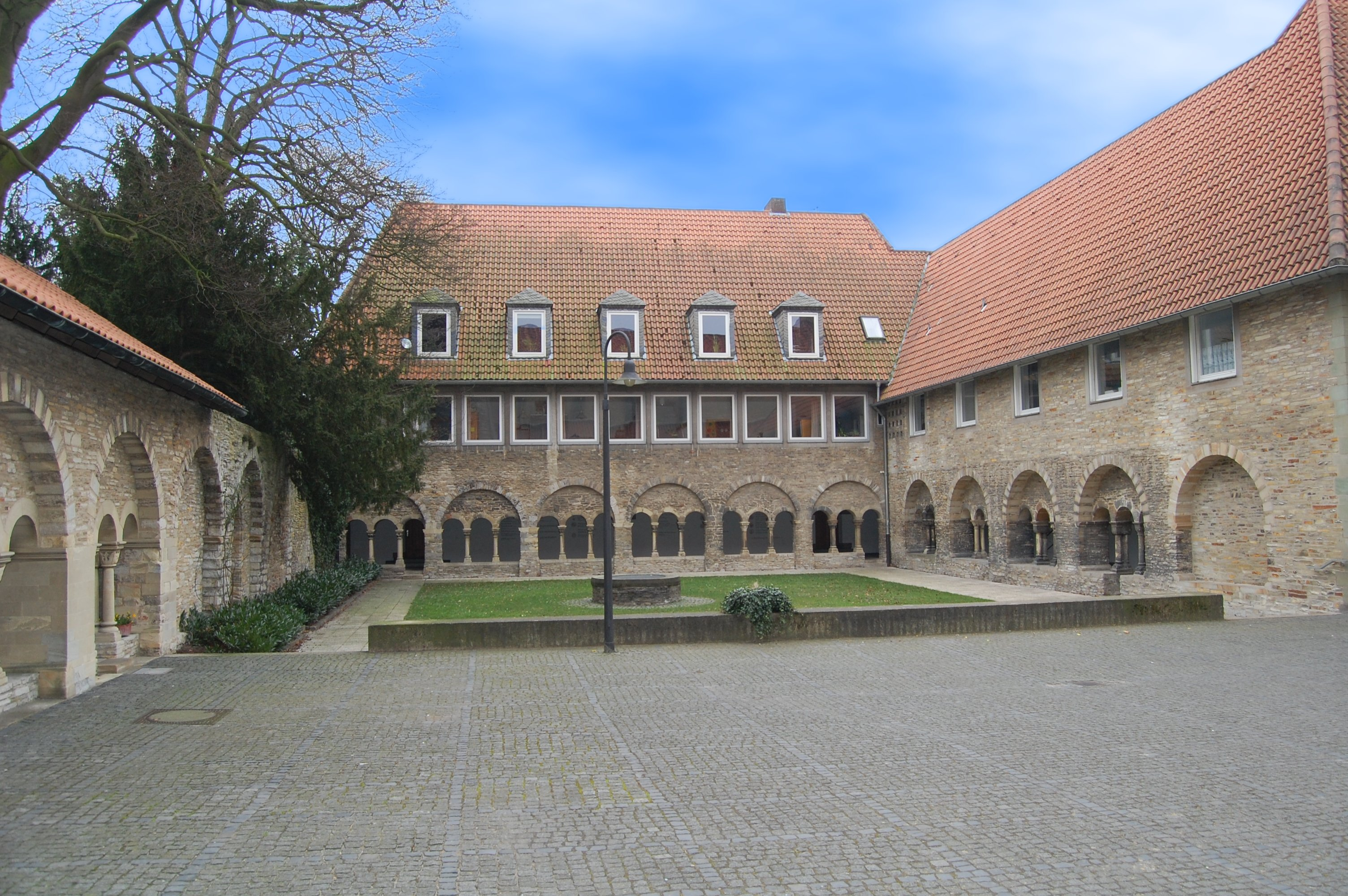
Kreuzgang mit Erweiterung aus den 1970er Jahren

Von der Bedeutung des Stifts im Mittelalter zeugt die Stiftskirche, deren wesentliche Bauteile dem 11. und 12. Jahrhundert entstammen. Von der im Süden an sie anschließenden Klosteranlage steht noch ein Teil des Kreuzgangs aus dem 13. Jahrhundert. An seiner Stelle lag ein karolingischer Kreuzgang mit den Stiftsgebäuden, von denen Teile 1967 ausgegraben wurden. In dem freien Raum zwischen Kreuzgang und Kirche wurde ein Baumsargfriedhof des 10. Jahrhunderts festgestellt.
Der Taufstein stammt aus der ersten Hälfte des 12. Jahrhunderts. Seine Inschrift bezeugt die Weihe der Kirche für 1129, nachdem der Vorgängerbau im Zuge der Belagerung und Zerstörung der Stadt Münster durch Lothar von Süpplingenburg 1116 abgebrannt war. Weihbischof war Egbert von Münster. Die Taufe zeigt auf ihrer Säulentrommel auf attischer Basis ein für diese Gattung ungewöhnliches, christologisches Programm unter Arkaden mit sieben zum Teil unikalen Ikonographien, das oberhalb durch ein Blattfries und unterhalb durch die umlaufende Inschrift begrenzt wird. Aufgrund der Szenenauswahl und der herausragenden künstlerischen Durchgestaltung ist der Freckenhorster Taufstein die bedeutendste steinerne Fünte Deutschlands aus dem Hochmittelalter.
Die Kirche birgt ferner das Grabmal der Geva aus der zweiten Hälfte des 12. Jahrhunderts (?) in der Krypta mit der ältesten niederdeutschen Inschrift.
Aus dem Mittelalter haben sich auch zwei Handschriften erhalten: das Emma-Evangeliar (um 1000) und das Graduale der Oitberga von Langen, das um 1530 in der Fraterherrenwerkstatt in Münster hergestellt wurde.
Im nördlichen Querhausarm steht eine Marienklage des Meister von Osnabrück, entstanden um 1520.
Im 19. Jahrhundert wurden drei Tafel eines Flügelaltars aus Warendorf (Gefangennahme Jesu, Geißelung und Pfingstfest) in die Stiftskirche verbracht. Gemalt hat sie ein unbekannter Meister aus dem Umkreis des Conrad von Soest. Sieben weitere Tafeln befinden sich heute im LWL-Museum für Kunst und Kultur in Münster und vier noch am ursprünglichen Ort in der St. Laurentius-Kirche in Warendorf.

### Petrikapelle
Die im Westen vor der Kirche stehende Petrikapelle, deren Mauerwerk teilweise auf das 10./11. Jahrhundert zurückgeht, soll nach der Überlieferung die erste Kirche in Freckenhorst gewesen sein; ihr Patrozinium könnte wie das Bonifatiuspatrozinium der Stiftskirche auf Fulda zurückgehen, dem Everward einen Teil seines Besitzes zuwandte.

### Neue Abtei
Dem 18. Jahrhundert entstammen die neue Abtei (1740), eine Damenkurie und an der Nordseite zwei Kanonikate; 1841 ist die Neue Abtei in den Besitz der Grafen von Merveldt aus Schloss Lembeck übergegangen, die sie bis heute besitzen.

## Grundbesitz
Über den reichen Grundbesitz des Stifts gibt zuerst die als altsächsisches Sprachdenkmal berühmte Freckenhorster Heberolle (11. Jahrhundert) Auskunft. 1345 kam Heidemühle vom Stift Freckenhorst im Tausch an den Bischof von Münster.

## Äbtissinnen
| Name                                                         | Amtszeit                      | Anmerkungen |
| ------------------------------------------------------------ | ----------------------------- | --- |
| Hl. Thiatildis                                               | 1. Hälfte des 9. Jahrhunderts | Erste Äbtissin, Todestag 30. Januar |
| Swaneburgis                                                  |                               | |
| Adelmodis                                                    |                               | |
| Windelsvidis                                                 |                               | |
| Eilika                                                       |                               | |
| Wilburgis                                                    | um 1027–1054                  | |
| Swanhildis                                                   | um 1030                       | |
| Adelheidis                                                   | um 1085–1090                  | |
| Thiatildis II.                                               | um 1100                       | |
| Geva                                                         | 1. Hälfte 12. Jahrhundert     | |
| Reinmodis                                                    | 1. Hälfte 12. Jahrhundert     | |
| Gertrudis                                                    | um 1185–1207                  | Äbtissin von Borghorst, Vreden, Kloster Überwasser und Kloster St. Aegidii in Münster                                                                           |
| Guda                                                         | Anfang 13. Jahrhundert        | Äbtissin in Gerresheim |
| Kunegundis von der Lippe                                     | um 1219                       | Äbtissin in Borghorst |
| Ida                                                          | um 1225–1240                  | |
| Heilewigis                                                   | um 1240–1267                  | |
| Jutta                                                        | um 1272–1298                  | |
| Beatrix von Grafschaft                                       | 1298–1303                     | |
| Lisa von Isenburg                                            | 1303–1321                     | |
| Lisa von Bentheim                                            | 1324–1360                     | Tochter von Egbert I. Graf von Bentheim. Ihre Schwester Oda war Äbtissin im Stift Metelen                                                                       |
| Katharina von Frankenstein                                   | 1329–1360                     | |
| Mechthild von dem Berge                                      | 1362–1382                     | |
| Ingeburg von Oldenburg                                       | 1383–1407                     | |
| Margaretha von Ahaus                                         | 1407–1427                     | |
| Anna von der Mark-Arenberg                                   | 1427                          | |
| Anna von Plesse                                              | 1433–1456                     | Äbtissin in Neuenheerse |
| Bonizeth von Isenburg                                        | 1456–1473                     | |
| Maria von Tecklenburg                                        | 1473–1527                     | 1495 Umwandlung des Augustinerinnenklosters in ein freiweltliches Damenstift                                                                                    |
| Agnes von Limburg-Styrum                                     | 1527–1570                     | Äbtissin von Metelen |
| Margaretha von der Lippe                                     | 1570–1578                     | Fürstäbtissin des Reichsstiftes Herford ab 1565, Äbtissin des Stiftes Borghorst                                                                                 |
| Metta von Limburg-Styrum                                     | 1578–1591                     | |
| Margaretha Elisabeth von Manderscheid-Blankenheim-Gerolstein | 1591–1604                     | Äbtissin in Gerresheim, Schwarzrheindorf, Äbtissin des Reichstftes Essen                                                                                        |
| Elisabeth von der Lippe                                      | 1604                          | Elfjährige Tochter des calvinistischen Grafen Simon VI. von Lippe. Das übergeordnete Bistum Münster verhinderte jedoch die Bestätigung und ordnete Neuwahlen an |
| Elisabeth von dem Berge                                      | 1605–1614                     | Fürstäbtissin des Reichsstifts Essen, Äbtissin in Nottuln |
| Agnes von Limburg und Bronkhorst                             |                               | Äbtissin in Elten, Vreden und Borghorst |
| Agnes Maria von Limburg-Styrum                               | 1645–1646                     | |
| Claudia Seraphica von Wolkenstein-Rodeneck                   | 1645–1688                     | Äbtissin in Neuenheerse |
| Hedwig Christina Gertrud von Korff zu Sutthausen             | 1688–1721                     | |
| Clara Francisca Antonetta von Westerholt zu Lembeck          | 1721–1763                     | Äbtissin in Langenhorst |
| Francisca Lucia von Korff zu Harkotten und Störmede          | 1763–1799                     | |
| Anna Francisca von Ketteler zu Harkotten                     | 1799–1811                     | |

## Orgel
Im Jahre 1711 errichtete der Orgelbauer Henrich Mencke (Beckum) eine neue Orgel; dieses Instrument wurde im Laufe der Zeit mehrfach ergänzt und umgebaut. 1936–1937 wurde das Instrument durch die Orgelbaufirma Breil (Dorsten) zu einem elektropneumatischen Instrument mit 36 Registern auf drei Manualen und Pedal umgebaut. 1964 wurden der historische Prospekt und die Orgelbühne entfernt und bei Fa. Breil eingelagert. Dieser Prospekt von 1711, der in seiner Gestaltung der norddeutschen Schule um Arp Schnitger zugesprochen wird, wurde im Jahre 2000 in St. Dionysius (Nordwalde) aufgestellt. Die Breilorgel in Freckenhorst hatte zuletzt 37 Register auf zwei Manualwerken und Pedal und stand im nördlichen Querhausarm.
Im Jahre 2017 errichtete die Firma Orgelbau Romanus Seifert & Sohn (Kevelaer) ein neues Instrument mit elektrischer Spiel- und Registertraktur unter teilweiser Verwendung des vorhandenen Registerbestandes. Das Instrument hat nun 38 Register (2.178 Pfeifen), darunter 3 Transmissionen, auf zwei Manualwerken und Pedal. Die Spiel- und Registertraktur ist elektrisch.
| I Hauptwerk C–g3 |                |       |
| 1.               | Bordun         | 16′   |
| 2.               | Principal      | 8′    |
| 3.               | Viola da Gamba | 8′    |
| 4.               | Spitzflöte     | 8′    |
| 5.               | Traversflöte   | 8′    |
| 6.               | Octave         | 4′    |
| 7.               | Rohrflöte      | 4′    |
| 8.               | Quinte         | 2 ⁄3′ |
| 9.               | Octave         | 2′    |
| 10.              | Mixtur IV–V    | 1 ⁄3′ |
| 11.              | Cornettino III | 2 ⁄3′ |
| 12.              | Trompette      | 8′    |
| 13.              | Clarinette     | 8′    |
| 14.              | Clairon        | 4′    |

| II Schwellwerk C–g3 |                 |        |
| 15.                 | Diapason        | 8′     |
| 16.                 | Salicional      | 8′     |
| 17.                 | Vox coelestis   | 8′     |
| 18.                 | Gedackt         | 8′     |
| 19.                 | Principal       | 4′     |
| 20.                 | Flauto traverso | 4′     |
| 21.                 | Nasard          | 2 ⁄3′  |
| 22.                 | Piccolo         | 2′     |
| 23.                 | Terz            | 1 3⁄5′ |
| 24.                 | Mixtur IV       | 2′     |
| 25.                 | Larigot         | 1 ⁄3′  |
| 26.                 | Horn            | 16′    |
| 27.                 | Trompete        | 8′     |
| 28.                 | Oboe            | 8′     |
|                     | Tremulant       |        |

| Pedalwerk C–f1 |                     |         |
| 29.            | Principalbass       | 16′     |
| 30.            | Subbass             | 16′     |
| 31.            | Quintbass           | 10 2⁄3′ |
| 32.            | Octavbass           | 8′      |
| 33.            | Gedacktbass         | 8′      |
| 34.            | Choralbass          | 4′      |
| 35.            | Posaune             | 16′     |
| 36.            | Trompete (= Nr. 12) | 8′      |
| 37.            | Clarine (= Nr. 13)  | 8′      |
| 38.            | Clairon (= Nr. 14)  | 4′      |

- Koppeln: II/I (auch als Sub- und Superoktavkoppel), II/II (Sub- und Superoktavkoppel), I/P, II/P (auch als Superoktavkoppel)
- Spielhilfen: elektronische Setzeranlage, Midi-System

## Glocken
Die Glocken von St. Bonifatius bilden einen der umfangreichsten Geläutebestände in Nordrhein-Westfalen.
Die neuen, in sogenannter (zinnloser) „Briloner Sonderbronze“ gegossenen Glocken (1 bis 7) werden elektrisch, die alten Glocken – zum Freckenhorster Krüßing – per Seilzug geläutet. Letztere bilden eines der vier vollständig erhaltenen alten Stiftsgeläute Westfalens. Die Glocken 6 und 7 hängen im Dachreiter auf dem Westturm. Im Jahr 1988 wurden die Glockenstühle restauriert und die beiden Uhrglocken läutbar gemacht.

### Untere Glockenkammer
| Glocke | Name                      | Gussjahr | Gießer            | Durchmesser | Masse   | Schlagton (HT-1⁄16) |
| ------ | ------------------------- | -------- | ----------------- | ----------- | ------- | ------------------- |
| I      | Maria                     | 1646     | Antonius Paris    | 1355 mm     | 1600 kg | des1 +1,5           |
| II     | Bonifatius                | 1646     | Antonius Paris    | 1233 mm     | 1100 kg | es1 −5              |
| III    | Geva- und Thiatildis      | 1646     | Antonius Paris    | 1112 mm     | 850 kg  | 00f1 ±0             |
| IV     | ehem. Stundenglocke       | 1533     | Wolter Westerhues | 658 mm      | 160 kg  | des2 +3             |
| V      | ehem. Viertelschlagglocke | 1484     | Meister Volkerus  | 552 mm      | 140 kg  | 0as2 −1             |

### Obere Glockenkammer
| Glocke | Name        | Gussjahr | Gießer                | Durchmesser | Masse   | Schlagton (HT-1⁄16) |
| ------ | ----------- | -------- | --------------------- | ----------- | ------- | ------------------- |
| 1      | Heiligkreuz | 1946     | Albert Junker, Brilon | 1470 mm     | 1800 kg | des1 +20            |
| 2      | Maria       | 1947     | Albert Junker, Brilon | 1305 mm     | 1300 kg | es1 −2              |
| 3      | Josef       | 1946     | Albert Junker, Brilon | 1165 mm     | 900 kg  | 0f1 −4              |
| 4      | Johannes    | 1946     | Albert Junker, Brilon | 980 mm      | 525 kg  | as1 +1              |
| 5      | Bonifatius  | 1946     | Albert Junker, Brilon | 875 mm      | 375 kg  | 0b1 ±0              |

### Dachreiter
| Glocke | Name      | Gussjahr | Gießer                | Durchmesser | Masse  | Schlagton (HT-1⁄16) |
| ------ | --------- | -------- | --------------------- | ----------- | ------ | ------------------- |
| 6      | Bernardus | 1946     | Albert Junker, Brilon | 578 mm      | 110 kg | 0f2 −1              |
| 7      | Antonius  | 1946     | Albert Junker, Brilon | 487 mm      | 60 kg  | as2 +7              |